# Saminek
Saminek [saˈminɛk] (tiếng Đức: Schönwäldchen) là một ngôi làng thuộc khu hành chính của Gmina Dąbrówno, thuộc huyện Ostródzki, Warmińsko-Mazurskie, ở miền bắc Ba Lan. Nó cách Ostróda khoảng 25 kilômét (16 mi) về phía nam  và cách thủ phủ khu vực Olsztyn 44 km (27 mi) về phía tây nam.